# 暗流體
在天文和宇宙学中，暗流體是對暗物质和暗能量的一個替代理論，並試圖在單一的框架中解釋這兩種現象。
暗流體提出暗物質和暗能量並不是如以前認為般的分開的物理現象，並且它們也沒有獨立的起源，而是其實它們是有聯繫的，和真的是新擴展的萬有引力定律在大尺度的特定副效應。其他擴展萬有引力的替代理論，如修改的牛頓動力學（MOND），也顯示為特定副效應。我們目前以觀察地球和太阳系為藍本的萬有引力定律，可能不足以解釋萬有引力在大尺度的情況。